# Joan Busquets i Jané

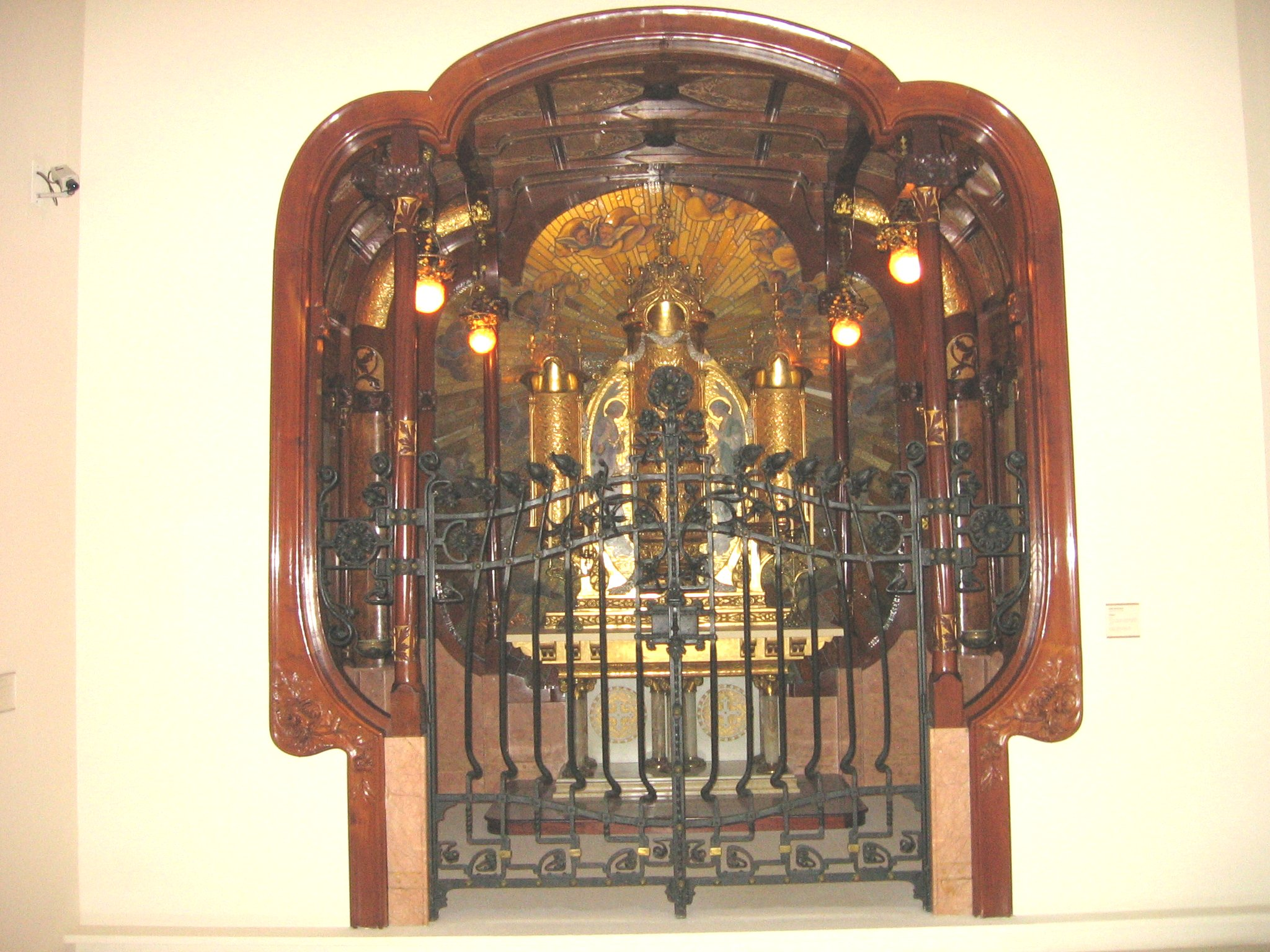
Oratorio (1905), MNAC

Joan Busquets i Jané (Barcelona, 1874 - Barcelona, 1949), fue un mueblista y decorador español, uno de los máximos representantes del modernismo en las artes aplicadas.

## Biografía
Se formó en la Escuela de la Lonja de Barcelona. Su primera exposición fue en Barcelona en 1896. Sus trabajos se ven muy influenciados por la obra de los modernistas y por otras personas como Hector Guimard. En algunos de sus muebles se pueden encontrar colaboraciones de otros artistas de la época como, por ejemplo, Lluís Masriera. Entre 1918 y 1921 fue presidente del Fomento de las Artes y del Diseño (FAD). A pesar de ser modernista, fue uno de los precursores del art déco.
Tuvo taller en la calle Ciudad, 9 y tienda en el Paseo de Gracia, 36.
Actualmente se pueden ver muebles suyos, como el «Armario-licorera», en el Museo Nacional de Arte de Cataluña.